# Фрейкс, Джонатан
Джонатан Скотт Фрейкс (англ. Jonathan Scott Frakes; род. 19 августа 1952) — американский актёр, кинорежиссёр и телепродюсер. Известен своей ролью в телесериале «Звёздный Путь: Следующее поколение». Режиссировал серии ряда телесериалов из франшизы «Звёздный путь» и сериала «Орвилл».

## Биография
Джонатан вырос в небольшом американском городке Бетлехем. Обладает ростом в 193 см и в молодости играл в американский футбол. Окончил сначала университет штата Пенсильвания, а затем Гарвард. Несколько сезонов он провел в Loeb Drama Centre, а позже начал свою актёрскую карьеру в Нью-Йорке, где выступал на сцене бродвейских театров. Перед тем, как получить роль героического первого офицера Райкера в киноэпопее «Звездный Путь», Джонатан был занят в нескольких сериалах, таких как: «Falcon Crest» (1981), «Bare Essence» (1982), «Paper Dolls» (1984), «The Doctors» (1977). Из прочих его телевизионных опытов русский зритель мог видеть только «Ангелов Чарли» (1976), «Семейство Харт» (1979) и «Женаты, с детьми» (1987). Также Фрейкс играл в сериале про американскую гражданскую войну «Север и Юг» (1985), где был партнером Патрика Суэйзи и Джеймса Рида.
После 7 лет в качестве коммандера «Энтерпрайза-Д» Уильяма Райкера Джонатан перешёл в гильдию режиссёров. Потренировавшись на съемках нескольких эпизодов различных сериалов саги «Звездный Путь», Джонатан снял два полнометражных фильма по мотивам легендарного сериала, «Первый контакт» (1996) и «Восстание» (1998). Кроме этого, на данный момент им в качестве режиссёра созданы такие художественные фильмы, как: «Останавливающие время» (2002), «Предвестники бури» (2004), «Библиотекарь 2: Возвращение в Копи Царя Соломона» (2006).
Также мистер Фрейкс являлся продюсером нескольких известных проектов, таких, как «Розвелл», и был режиссёром видеоигры. Его голосом говорит мультипликационный персонаж Ксанатос из сериала Гаргульи, он участвовал в записи музыкального альбома в качестве тромбониста в альбоме Phish Hoist и был несколько сезонов ведущим телешоу Beyond Belief: Fact or Fiction.
C 1988 года женат на актрисе Джини Фрэнсис.

## Избранная фильмография

### Полнометражные фильмы
- The Librarian: Return to King Solomon’s Mines (2006) — Карл
- Предвестники бури (2004) — полицейский
- Clockstoppers (2002) — вне титров
- Star Trek: Nemesis (2002) — коммандер Уильям Т. Райкер
- Star Trek: Insurrection (1998) — коммандер Уильям Т. Райкер
- Star Trek: First Contact (1996) — коммандер Уильям Т. Райкер
- Star Trek: Generations (1994) — коммандер Уильям Т. Райкер

### Телевизионные фильмы
- Star Trek: Enterprise — коммандер Уильям Т. Райкер
- Star Trek: Voyager — коммандер Уильям Т. Райкер
- Star Trek: Deep Space Nine — лейтенант Томас Райкер
- Star Trek: The Next Generation — коммандер Уильям Т. Райкер
- Север и Юг — Стенли Хазард
- Обнажённый аромат — Маркус Маршалл
- Beulah Land — Адам Дэйвис
- Лоис и Кларк: Новые приключения Супермена — Тим Лейк
- Dukes of Hazzard — Джейми Ли Хогг
- The Waltons — Эшли Лонгворс, младший
- Вскрытие пришельца — рассказчик

### Режиссёрские работы
1. Звездный путь VIII: Первый контакт — 1996 (Фантастический боевик)
2. Звездный путь IX: Восстание — 1998 (Фантастический боевик)
3. Останавливающие время — 2002 (Фантастическая комедия)
4. Предвестники бури — 2004 (Фантастический детский боевик)
5. Библиотекарь 2: Возвращение в Копи Царя Соломона — 2006 (Приключения, мистика)
6. Библиотекарь: Проклятие чаши Иуды — (2008) (Приключения, мистика)
7. Воздействие (телесериал) — 2008—2012 (Криминальная Драма, Комедия)
8. Неизвестные лица (5, 10 и 12 серии) — 2010